# Кјара Леоне
Кјара Леоне (Рајнфелден, 15. јун 1998) је швајцарска олимпијска шампионка у стрељаштву.  На Олимпијским играма у Паризу 2024. победила је у дисциплини 50 метара пушком у три положаја за жене. Освојила је две екипне медаље на светским првенствима, као и три медаље на светским куповима. Постала је европска првакиња у дисциплини 50 метара пушком у три позиције на Европском првенству 2024. у Осијеку.

## Спортска каријера
Леоне је почела да се бави стрељаштвом 2007. 
2022. је освојила медаље на Светском купу на ИССФ светским куповима у Каиру и Рио де Жанеиру. Освојила је бронзану медаљу на Европском првенству 2022. у дисциплини мешовито са ваздушном пушком на 10 метара са Јаном Лохбихлером. 
На Европским играма 2023. у Вроцлаву освојила је сребрну медаљу у екипној дисциплини на 50 метара.  
У јануару 2024. је освојила своју прву индивидуалну медаљу у Светском купу, освојивши сребро у дисциплини 50 метара пушком за жене на Светском купу у Каиру 
На Олимпијским играма 2024. у Паризу, Леоне је победила у женској конкуренцији у дисциплини пушка 50 метара.   